# António Leitão de Gambôa
António Leitão de Gamboa (c. 1490-1529, Santa Cruz do Cabo de Gué), foi um nobre português. Exerceu o cargo de governador da Fortaleza de Santa Cruz do Cabo de Gué.

## Biografia
Desconhece-se a sua ascendência.
Antes de ser nomeado Governador de Santa Cruz, foi "adail mór dos reynos de Portugal".
Em 1523 ou 1524, o rei João II de Portugal nomeou-o capitão de Santa Cruz, em substituição a Simão Gonçalves da Costa, que o seu cunhado, Francisco de Castro, anterior governador, havia deixado em seu lugar, em 1521.
Celebrou a paz com "o Xarife" (Amade Alaraje e seu irmão, Maomé Axeique) por dois anos.
Em 1525 ou 1526, escapou com seus homens a uma armadilha preparada pelo alcaide Nacera (ou Amete Nácer, líder dos Izarel, ou hizarara, ou Zirara (árabes Maquil), ex-aliado dos portugueses, que tinha sucedido a seu tio Bame Mileque (Maleque ibne Daúde). Nácer, com seus homens, tinha decidido matar o capitão, assim como a "quantos pudessem", enquanto "avia de ir jugar a pella" com os portugueses, e que os outros portugueses "nao levavão mais armas que somente espadas", fora dos muros da fortaleza. Mas a armadilha foi descoberta por um mouro amigo, e sabendo-se descoberto, Nácer fugiu com os seus, não sem antes ter matado um português e cativado nove ou onze outros que faziam pastar seus cavalos, levando-os a Tarudante, ao Xarife.
O capitão protestou, porque estava em paz. O Xarife Amade Alaraje, que na época era "rei de Marraquexe mandou dizer que não entregassem os cristãos, enquanto seu irmão, Maomé Axeique, que residia em Tarudante, "rei" de Suz disse "que não avia de quebrar sua palavra e lança por quantos christãos avião na villa, quanto mais por dez christãos e dez cavalos: que logo soltassem os christãos e lhes dessem seus cavalos e se fossem".
Por volta de 1527 a paz foi quebrada. Em 1529 um mouro "por nome Asuya", que trazia uma "moura muito fermoza furtada nas anquas do cavalo acolheo-sse á vila e o capitão" recebeu-os. O casal fugia decerto às famílias que não desejavam a sua união. Entretanto, António Leitão "apartou a Moura do Mouro e de noite metia a Moura consigo". Prevenido Asuya, uma noite, enquanto o capitão dormia, a moura que estava com ele veio abrir a porta ao seu namorado, que matou o capitão, tendo o casal conseguido fugir pela janela, com a ajuda duma corda.
Os criados encontraram o corpo apenas de manhã. "Foi grande espanto e admiração de tal acontecimento. Enterrarão-no e foi grande rebolisso sobre quem farião capitão."
Isto terá ocorrido entre fevereiro e julho de 1529, uma vez que, em 7 de Agosto, Simão Gonçalves da Costa chegou a Santa Cruz para suceder a Luís Sacoto que os habitantes da vila tinham feito capitão interino.
Luís Sacoto era o contador da povoação e já havia substituído António Leitão. Pierre de Cenival não sabe precisar exatamente quando, mas Joaquim Figanier, na sua "História de Santa Cruz do Cabo de Gué (Agadir)", indica as datas (de 1525 a 1528), mas não o dá como sucessor à  morte do capitão, indicando a "Interinidade de António Rodrigues de Parada"